# Diores jonesi
Diores jonesi är en spindelart som beskrevs av Tucker 1920. Diores jonesi ingår i släktet Diores och familjen Zodariidae. Inga underarter finns listade i Catalogue of Life.